# Prins Richard, hertig av Gloucester

Hertigens heraldiska vapen

Prins Richard, hertig av Gloucester (Richard Alexander Walter George Windsor), född den 26 augusti 1944 i Northampton, Northamptonshire, är son till Prins Henry, hertig av Gloucester och dennes hustru Lady Alice Montagu-Douglas-Scott (dotter till John Montagu-Douglas-Scott, 7:e hertig av Buccleuch), och medlem av det brittiska kungahuset samt kusin till drottning Elizabeth II.
Prins Richard är utbildad arkitekt vid Magdalene College på Cambridgeuniversitetet. Hans äldre broder prins William (född 1941) omkom i en flygolycka den 28 augusti 1972, varefter han tvingades lämna sin yrkeskarriär för att ägna sig åt kungliga representationsplikter på heltid. Prinsen ärvde hertigtiteln efter faderns död 1974.

## Familj
Prins Richard gifte sig 8 juli 1972 med danskan Birgitte van Deurs (född 20 juni 1946) och de har tre barn:
- Alexander Windsor, earl av Ulster (född 24 oktober 1974, gift med Claire Booth)
- Lady Davina Lewis (född 19 november 1977, gift med Gary Lewis)
- Lady Rose Gilman (född 1 mars 1980, gift med George Gilman)[2]

## Utmärkelser

### Storbritannien

#### Ordnar
- 1997 - Riddare av Strumpebandsorden (KG)
- 1974 - Storkorset av Victoriaorden (GCVO)
- 1975 - Storprior av brittiska Johanniterorden (GCStJ)

#### Militära hedersbetygelser
- Air Marshal (motsvarande generallöjtnant) i Storbritanniens flygvapen (1996)

### Europa och Utländsk
- 1973 - Sankt Olavs Orden
- 1975 - Nordstjärneorden
- 1973/2015 - Aztekiska Örnorden